# Minha Formação
Minha Formação foi um livro de memórias escrito pelo político, diplomata e escritor membro da Academia Brasileira de Letras Joaquim Nabuco, um dos grandes nomes do movimento abolicionista, publicado em 1900. Neste livro, o autor aborda livremente fatos de sua vida intelectual, política e diplomática. Ele narra sua experiência no exterior e as influências marcantes de países como a Inglaterra, os EUA e a França, nos quais viveu por tempo considerável. Relata também o seu contato com grandes personalidades, como o filósofo Ernest Renan, a escritora George Sand e o papa Leão XIII. O livro conta com grandes digressões sobre o percurso do pensamento político do autor, sua inicial tentativa literária (posteriormente abandonada) e, principalmente, sobre a sua ativa e marcante participação no movimento abolicionista.

## Mal de Nabuco
"Nós, brasileiros - o mesmo pode-se dizer dos outros povos americanos - pertencemos à América pelo sedimento novo, flutuante, do nosso espírito, e à Europa, por suas camadas estratificadas. Desde que temos a menor cultura, começa o predomínio destas sobre aquele. A nossa imaginação não pode deixar de ser europeia, isto é, de ser humana; ela não para na Primeira Missa no Brasil [...].

A instabilidade a que me refiro provém de que na América falta à paisagem, à vida, ao horizonte, à arquitetura, a tudo o que nos cerca, o fundo histórico, a perspectiva humana; que na Europa nos falta a pátria, isto é, a forma em que cada um foi vazado ao nascer. De um lado do mar sente-se a ausência do mundo; do outro, a ausência do país. O sentimento em nós é brasileiro, a imaginação europeia. As paisagens todas do Novo Mundo, a floresta amazônica ou os pampas argentinos, não valem para mim um trecho da Via Appia, uma volta da estrada de Salerno a Amalfi, um pedaço do cais do Sena à sombra do velho Louvre"
Esta passagem do terceiro capítulo de Minha Formação deu origem a expressão Mal de Nabuco ou Moléstia de Nabuco, se referindo a um sentimento de brasileiros de pertencimento à cultura europeia, imaginada como universal e mais valorosa que a brasileira.

## Divisão dos capítulos
São 26 capítulos relativamente breves, cada um com título próprio:
- Capítulo I - Colégio e Academia - em que o autor discorre sobre sua formação básica;
- Capítulo II - Bagehot - em que o autor discorre sobre as principais leituras que influenciaram seu pensamento político;
- Capítulo III - 1871-1873. A reforma - em que discorre sobre sua experiência escrevendo na Reforma;
- Capítulo IV - Atração do mundo - em que discorre sobre seu interesse universalista e suas inclinações para a política internacional;
- Capítulo V - Primeira viagem à Europa - em que discorre sobre a influência de sua primeira viagem ao Velho Mundo;
- Capítulo VI - A França de 1873-1874 - em que discorre sobre os episódios políticos franceses que pôde observar nesse período, e que lhe causaram grande impressão;
- Capítulo VII - Ernst Renan - em que conta como foi seu encontro com o famoso filósofo do século XIX;
- Capítulo VIII - A crise poética - em que discorre sobre o fim de suas primeiras tentativas como poeta;
- Capítulo XIX - Adido de legação - em que narra sua entrada para a diplomacia e sua experiência no cargo de adido de legação;
- Capítulo X - Londres - em que discorre sobre a profunda impressão que Londres e a Inglaterra produziram em seu espírito;
- Capítulo XI - Grosvenor Gardens - em que o autor continua a discorrer sobre sua experiência em Londres, dando enfoque especial às pessoas com quem conviveu;
- Capítulo XII - A influência inglesa - em que o autor detalha mais a influência da Inglaterra em seu pensamento, em especial em seu pendor para a monarquia;
- Capítulo XIII - O espírito inglês - em que o autor pretende definir o que acredita ser o espírito inglês, em oposição à França e à Alemanha;
- Capítulo XIV - Nova York - em que o autor discorre sobre sua experiência nos EUA, especialmente sobre os fatos políticos que pôde presenciar em sua estada lá;
- Capítulo XV - O meu diário de 1877 - em que o autor seleciona e copia trechos das suas anotações pessoais nesse ano, para mostrar as impressões que os EUA causaram em seu espírito (principalmente o fato de que julgava a democracia americana inferior à monarquia britânica);
- Capítulo XVI - Traços americanos - em que o autor continua a discorrer sobre os EUA, especialmente em oposição à Inglaterra;
- Capítulo XVII - A influência dos Estados Unidos - em que autor detalha as influências que os EUA tiveram sobre si;
- Capítulo XVIII - Meu pai - em que o autor detalha mais sobre a influência de seu pai em sua vida. Ele era um político eminente no Império, a quem o autor também dedicaria um livro(Um estadista do Império), considerando-o uma das suas principais inspirações;
- Capítulo XIX - Eleição de deputado - em que o autor discorre sobre sua carreira política, que culminou na abolição e foi interrompida pela proclamação da República, em 1889;
- Capítulo XX - Massangana - em que o autor discorre sobre sua infância, e seus primeiros contatos e impressões da escravidão;
- Capítulo XXI - Abolição - em que o autor detalha sua participação no movimento abolicionista, bem como traça a memória de personagens importantes com quem conviveu;
- Capítulo XXII - Caráter do movimento - A parte da dinastia, em que o autor continua a discorrer sobre a abolição, em especial sobre o papel do governo monárquico e as consequências para ele;
- Capítulo XXIII - Passagem pela política - em que o autor faz um balanço da sua carreira política, que considerava encerrada com o fim da monarquia;
- Capítulo XXIV - Passagem pelo Vaticano - em que o autor narra sua entrevista pessoal com o papa Leão XIII, a quem fora pedir auxílio ativo da religião ao movimento abolicionista;
- Capítulo XXV - O barão de Tautphoeus - em que o autor discorre sobre a influência desse personagem, nobre alemão radicado no Brasil;
- Capítulo XXVI - Últimos dez anos (1889-1899) - em que o autor detalha mais o fim da sua carreira política com a queda do Império e a ascensão da República.